# Ahmad Lozi
Ahmad Lozi (también llamado Ahmad al-Lawzi) (al-Jubayha, 1925-Amán, 18 de noviembre de 2014) fue un político jordano. Ejerció el cargo de Primer Ministro de Jordania desde 29 de noviembre de 1971 hasta el 26 de mayo de 1973. Sucedió a Wasfi al-Tal que había sido asesinado por la organización Septiembre Negro. En la década de los 60, ya había sido miembro del Senado. También ocupó el cargo de Ministro de Asuntos del Primer Ministerio, Asuntos Municipales y Finanzas. Tudo funciones como Jefe de la Corte Real entre 1979 y 1984. A esto le siguió la presidencia del Senado durante trece años, de 1984 a 1997. En 2011 encabezó un comité para supervisar los cambios a la Constitución de Jordania.

## Biografía
Lozi nació en Jubaiha, cerca de Amán en 1925. Lozi estudió en Bagdad, Irak, recibiendo la licenciatura de literatura en 1950. Desde 1950 hasta 1953 trabajó xcomo profesor en Salt y Amán. Posteriormente comenzó a trabajar como funcionario, primero en la Real Audiencia y luego en el Ministerio de Relaciones Exteriores.
En 1956 fue nombrado jefe del Protocolo Real. Cinco años más tarde, fue elegido miembro de la Cámara de Representantes del Parlamento de Jordania por el distrito de Amán. Durante su mandato, apoyó las posiciones del gobierno sobre la cuestión de Palestina y la revuelta siria. Fue relleegido en las siguientes elecciones y, en 1964, se convierte en Ministro de Asuntos del Primer Ministerio. Ese mismo año fuie también nombrado Ministro sin cartera. Lozi fue miembro del senado entre 1965 y 1967. En 1967 fue nombrado Ministro de Asuntos Municipales.
Después de un breve paso como Ministro de Finanzas en 1970, se convierte en Primer Ministro de Jordania el 29 de noviembre de 1971. Sucedía a Wasfi al-Tal que había sido asesinado el día antes por la la organización Septiembre Negro. Permaneció en el cargo hasta 1973 hasta que cayó enfermo y tuvo ser sustituido.
En 1978 y 1979, fue Presidente del Consejo Consultivo Nacional. Lozi sirvió como Jefe de la Casa Real entre 1979 y 1984. El 11 de enero de 1984 el rey Hussein de Jordania disolvió el senado y lo sustituyó al siguiente día para que Lozi se convirtiera en Presidente del Senado, cargo que ostentó desde 1984 hasta 1997. El 7 de junuo de 1997 sería relevado por Zaid al-Rifai.
Con respecto a la democratización de Jordania en la década de 1990, dijo que: "en general, no creo que ni siquiera los profetas Jesús o Mahoma pudieran generar un movimiento más rápido hacia la democracia".

## Últimos años
Después de haber dimitido del Senado en 1997, Lozi se convirtió en presidente del consejo de administración de la Universidad de Jordania en 2000.
En sus últimos años todavía estuvo involucrado en la política, aunque no en un cargo oficial del gobierno. En 2011, el rey Abdullah II de Jordania le pidió a Lozi que encabezara un comité para supervisar posibles cambios a la Constitución de Jordania. Lozi dijo que el objetivo del comité era hacerlo "más receptivo al cambio y al desarrollo del proceso democrático". El comité argumentó que su misión era transferir algunos de los poderes del Rey al parlamento y mejorar algunas libertades civiles. Los críticos dijeron que las ideas del comité aún no tenían un alcance suficiente.
Lozi falleció el 18 de noviembre de 2014 a la edad de 89 años.